# 松岡佑子
松岡 佑子（まつおか ゆうこ、1943年9月10日 - ）は、日本の英語通訳で翻訳家・実業家。出版社の静山社社長。福島県原町市（現・南相馬市）出身。ミドルネームはハリス。
ファンタジー小説「ハリー・ポッターシリーズ」の日本語版の翻訳者として知られる。
グループ会社とした出版芸術社の代表取締役もつとめる。

## 略歴
- 1962年 - 宮城県第一女子高等学校（現・宮城県宮城第一高等学校）卒業。
- 1966年 - 国際基督教大学教養学部社会科学科卒業。
- 大学卒業後、松岡幸雄と結婚。
- 1981年 - この年以降、国際労働機関（ILO）年次総会の同時通訳を担当。
- 1996年頃 - モントレー国際大学院大学・国際政治学修士。
- 1998年 - 松岡幸雄死去に伴い、静山社社長に就任。
- 1999年 - 「ハリー・ポッターと賢者の石」日本語版翻訳。
- 2001年 - 活動実体を日本に置いたまま、住民票をスイスに移転。
- 2006年 - 東京国税局の税務調査により2004年までの3年間に約35億円の申告漏れを指摘された。
- 63歳でロバート(ボブ)・ハリスと再婚
- 2007年 - 日本・スイスの相互協議により生活の本拠地が日本であることが認定された。これにより、過少申告加算税を含めて約7億円の追徴課税が決定した。

## ハリー・ポッター出版の経緯

### ハリー・ポッターとの出会い
1998年、夫である松岡幸雄の死去に伴い、静山社の社長に就任した。しかし、静山社を引き継いだものの出版について知識のない松岡は、通訳の仕事を続けながら「どんな本」を出すべきか暗中模索の日々を送っていた。
同年、ロンドンに住む昔からの友人であるダン＆アリソン夫妻のもとを訪れた際、「語学力を生かして、翻訳本を出したいと思っているんだけど、何か面白い本はないかしら？」と尋ねたところ、ダンが「それならこの本だ！　子どものいるイギリス人で、これを読んでいない親はいないって言われている。この本の翻訳権が取れたら、出版社のビルが建つよ！」と言って、その本『ハリー・ポッターと賢者の石』を貸してくれたという。
その夜、松岡は「ハリー・ポッター」に魔法をかけられ、「こんなに面白い物語があるのかと。続きがどうなるのか気になってしょうがなかった。第1章を読んだときに、これは私が翻訳して出版しよう」と決めたという。
すぐに著者J・K・ローリングの著作権エージェントに連絡した松岡は、著者J・K・ローリングの代理人から承諾の返事をもらったとき、いろいろな想いが込み上げ、涙が止まらなかったという。のちに世界で一番有名な児童書となる「ハリー・ポッター」の翻訳権を、社員1人きりの日本の小さな出版社が手に入れることとなったのだ。

### 第一巻の翻訳作業
当時、松岡は通訳の仕事を主にしていて、技術書や特許知的所有権関係の翻訳をしたことはあったが、文芸書は初めてだった。そのため準備を怠りなくするため、よい翻訳の文芸作品を読み、翻訳を助けてくれる人で固めて「ハリー・ポッターの翻訳チーム」を作った。失敗したら尼寺にいく覚悟で、それぐらい情熱を込めて翻訳したという。
言葉のひねりもあり、非常にイギリス的な言い回しもあるため、翻訳はとても難しく簡単なことではなかった。単に日本語にするのではなく、すっと頭に入ってきて、音読でも黙読でもすっと読めるように心がけたという。翻訳をサポートしてくれた人や編集者と週に１度は集まって「翻訳検討会議」をして、何度も何度も推敲した。
普通の出版社であれば締切を優先するので時間が限られてしまうが、自分の出版社なので十分な時間をかけることができ、第1巻ができあがるまで1年かけたという。印刷所に出す前日の晩まで、編集者と泊まり込んで夜明けのコーヒーを飲むなど、練りに練った翻訳をしたという。

### 出版後、大ヒットを記録
当時、すでに『ハリー・ポッターと賢者の石』は世界中で人気になっており、特にイギリスとアメリカではものすごい部数が出ていた。それを「たった一人でやっている小さな出版社に任せてくれた、J.K.ローリングのためにも失敗はできない。日本でもベストセラーとは言わないまでも、恥ずかしくない売れ方をしないといけない」と思っていたという。
そのためにも一番大事なのは翻訳であり、心と情熱を込めて周りの人から助けてもらって、第1巻『ハリー・ポッターと賢者の石』を仕上げて出版にこぎつけた。
出版後、はじめは「一般書」として出したのですが、「児童書」扱いの書店が多くお店の奥の方に置かれていたが、だんだん売れてきて目立つところに置かれるようになった。売れてからは、注文の電話が毎日ひっきりなしにかかり、マンションの1室で「3台の電話」をキャッチフォンで6台として使えるように増やして、電話に対応していたという。

## エピソード
- 大学受験時、国際基督教大学とお茶の水女子大学に合格する。語学教育で実績のある国際基督教大学を進学先に選ぶ[6]。
- 28歳の時に米国に行くまでは､日本から海外へは一度も行ったことが無かった[7]｡
- ハリー・ポッターシリーズの翻訳家として有名で、第1巻から最終第7巻まで翻訳を行っている。翻訳に使用した原作本の表紙の裏に、J・K・ローリングが「〝To Yuko. My passionate publisher!〞（情熱溢れる出版人、ユウコへ）」と感謝の意とサインを書き添えており、その本は「記念碑」として大事にしている[8]。2007年夏にハリー・ポッターシリーズの最終巻「死の秘宝」が発刊された際、ローリングが公式サイトに掲載した謝辞には、世界の翻訳・編集家としては二番目に「ユウコ」の名が上げられている[9]。

## 著書
- 『ダン・シュレシンジャーの世界』 静山社 2003年
- 『ハリー・ポッターと私に舞い降りた奇跡』日本放送出版協会 2009年

### 翻訳
- J.K.ローリング『ハリー・ポッターシリーズ』
  - J.K.ローリング＋L.フレイザー『ハリー・ポッター裏話』静山社 2001年
  - J.K.ローリング『クィディッチ今昔』静山社 2001年
  - J.K.ローリング『幻の動物とその生息地』静山社 2001年
  - J.K.ローリング『吟遊詩人ビードルの物語 原語の古代ルーン語からの翻訳ハーマイオニー・グレンジャー』静山社 2008年
  - J.K.ローリング『ファンタスティック・ビーストと魔法使いの旅 映画オリジナル脚本版』 静山社 2017年
  - Scholastic 編『ホグワーツ魔法魔術学校 シネマ・イヤーブック』 静山社 2017年
- J.K.ローリング『とても良い人生のために 失敗の思いがけない恩恵と想像力の大切さ』 静山社 2017年
- J.K.ローリング『イッカボッグ』 静山社 2020年
- Jean Herbert 編『同時通訳者が編集した英日国際会議用語辞典 会議出席者と通訳者のマニュアル』ウィンター良子監修 訳・編 静山社 1999年
- ジュリア・ゴールディング『コニー・ライオンハートと神秘の生物 v.1 サイレンの秘密』カースティ・祖父江共訳 静山社 2007年
- イアン・ベック『少年冒険家トム』静山社
  1. 『盗まれたおとぎ話』2012年
  2. 『暗闇城の黄金』2012年
  3. 『予言された英雄』2013年
- ビアトリクス・ポター『ブーツをはいたキティのおはなし』 静山社 2016年

### ラジオ出演
- NOEVIR Color of Life（TOKYO FM、2019年2月16日から3月16日）土曜夜21時〜、4週連続ゲスト
- 文化講演会「ハリーポッター20年目の贈り物」（NHKラジオ第2放送、2019年9月22日)